# Diodella
Diodella là một chi thực vật có hoa trong họ Rubiaceae. Chi này có phân số rộng rãi, có mặt ở Hoa Kỳ, vùng nhiệt đới châu Mỹ và vùng nhiệt đới châu Phi.

## Loài
- Diodella angustata (Steyerm.) E.L.Cabral & Cabaña Fader - Brasil
- Diodella apiculata (Willd. ex Roem. & Schult.) Delprete - México, Trung Mỹ, Nam Mỹ, Tây Ấn; đã tự nhiên hoá ở Angola và Java
- Diodella gardneri (K.Schum.) Bacigalupo & E.L.Cabral - Brasil
- Diodella lippioides (Griseb.) Borhidi - Cuba
- Diodella mello-barretoi (Standl.) Bacigalupo & E.L.Cabral - Brasil
- Diodella radula (Willd. & Hoffmanns. ex Roem. & Schult.) Delprete - Panama, Venezuela, Bolivia, Brasil, Paraguay; đã tự nhiên hoá ở Galápagos
- Diodella rosmarinifolia (Pohl ex DC.) Bacigalupo & E.L.Cabral ex Delprete & Cortés-Ballén - Colombia, Venezuela, Brasil
- Diodella sarmentosa (Sw.) Bacigalupo & Cabral ex Borhidi - Châu Phi (từ Senegal băng ngang Ethiopia và Tanzania, về phía nam đến Zimbabwe và Mozambique); còn sống ở México, Trung Mỹ, Tây Ấn và Nam Mỹ; đã tự nhiên hoá ở Java và Malaysia
- Diodella scandens (Sw.) Bacigalupo & E.L.Cabral - Haiti, Cộng hoà Dominica; đã tự nhiên hoá ở châu Phi (Senegal đến Somalia)
- Diodella serrulata (P.Beauv.) Borhidi - Tây và Trung Phi; Trung Mỹ, Tây Ấn, Colombia, Venezuela
- Diodella teres (Walter) Small - Miên Đông, Trung, Trung Hoa Kỳ, México, Trung Mỹ, Nam Mỹ, Tây Ấn